# Брюн де Сен-Катерин, Яков Яковлевич
Яков Яковлевич (Жак Балтазар) Брюн де Сен-Катерин (Брюн де Сент-Катерин) (фр. Brun de Sainte-Catherine, Jacques Balthazar, 1759—1835) — французский кораблестроитель, на русской службе с 1799 года, директор училища корабельной архитектуры, директор кораблестроения, первый инспектор Корпуса корабельных инженеров, член Адмиралтейств-коллегии, почётный член Морского учёного комитета, генерал-лейтенант.

## Биография
Родился 3 июля 1759 года во Франции в семье французского дворянина морского комиссара Бальтазара Брюн де Сен-Катерин (фр. Balthazard Brun de Sainte-Catherine) (1721—1794) и его супруги Маргариты Сорен (фр. Marguerite Saurin) (1726—1785). Отец был гильотинирован 1 апреля 1794 года в Тулоне по приговору Революционного трибунала.
Учился во Франции. С 12-летнего возраста работал и обучался кораблестроению под руководством корабельного мастера Джозефа Мари Блез Кулона, с 1780 году учился кораблестроению в военно-морской школе. С 1781 состоял в Королевском инженерном корпусе и до 1792 года был корабельным мастером в Тулоне, где построил десять военных судов, в том числе четыре линейных корабля, два фрегата, несколько корветов и другие мелкие суда.

### Кораблестроение в Турции
В 1792 году по предложению турецкого правительства Брюн де Сен-Катерин поступил на службу султана Селима III в Константинополе. В течение 7 лет он вместе со своим младшим братом кораблестроителем Брюн де Сент-Ипполит Францем Яковлевичем (1764—1820), который приехал в Турцию в 1795 году, построили на турецких верфях 22 военных судна, в том числе линейные корабли «Selimiye» (1797 год), «Fethiye» (1798 год) и 118-пушечный «Mesudiye» (вошёл в строй в 1800 году), а также самый быстроходный парусный 80-пушечный линейный корабль турецкого флота «Седель-Бахр» («Седд Аль-Бахр»), который в ходе Афонского сражения был захвачен русскими моряками. Российский император Павел I, который был осведомлён адмиралом Ф. Ф. Ушаковым и французом на русской службе адмиралом И. И. Траверсе об успешной деятельности братьев-кораблестроителей, поручил российскому послу в Турции В. С. Томаре предложить братьям-кораблестроителям перейти на службу в Россию.

### Служба в Российской империи
16 января 1799 года было принято высочайшее повеление о приёме Брюна де Сен-Катерина и его брата на русскую службу. В октябре 1799 года на фрегате «Поспешный» кораблестроители вместе с семьями и прислугой, корабельным инженером и двумя чертёжниками прибыли в город Николаев, а оттуда направились в Санкт-Петербург. Брюн де Сен-Катерин был принят на службу в звании корабельного мастера с производством в 7-й класс согласно Табели о рангах и таким же денежным содержанием, которое получал в Турции — 10 800 пиастров, что соответствовало 7344 рублям. Братья Брюн де Сен-Катерин в документах Адмиралтейств-коллегии часто именовались Лебрюн старший и младший.
26 марта 1800 года император Павел I приказал по чертежу Брюн де Сен-Катерина строить на Адмиралтейской верфи 80-пушечный корабль с ютом, и «для опыта» 3-пушечную канонерскую лодку. В октябре 1802 года Брюн де Сен-Катерин, вместе с корабельными мастерами В. А. Сарычевым, С. А. Поспеловым и корабельными подмастерьями И. В. Курепановым и Г. С. Исаковым вошёл в состав комитета для учреждения флотов, проводил осмотр кораблей Балтийского флота. За проделанную работу получил Высочайшее благоволение. В ноябре 1802 года в месте с корабельным мастером Сарычевым был назначен заведовать разборкой по качеству и добротности корабельного леса на верфях Петербурга. В 1802 году на Адмиралтейской верфи строил придворный галет «Паллада».
В 1803 году произведён в чин 6-го класса и поступил в Главную контрольную экспедицию на вакансию корабельного мастера, а в 1804 году назначен директором кораблестроения. 18 июля 1805 года Брюн де Сен-Катерин вместе с кораблестроителем И. В. Курепановым в Главном адмиралтействе Санкт-Петербурга заложил флагманский 120-пушечный линейный корабль «Храбрый» (спущен на воду 1 июля 1808 года), в том же году он вместе с корабельным мастером Г. С. Исаковым заложил 22-пушечный корвет «Флора» (спущен на воду 9 июля 1806 года).
В 1807 году назначен инспектором в Училище корабельной архитектуры. В том же году пожалован орденом Святого Владимира 4-й степени. 15 июля 1808 года завершил строительство и спустил на воду 88-пушечный линейный корабль «Смелый», который строил вместе с кораблестроителем А. И. Мелиховым. В том же году получил чин 5-го класса, пожалован орденом Святой Анны 2-й степени. В 1809 году произведён в 4-й класс Табели о рангах и избран в почётные члены Адмиралтейского департамента. 25 мая 1811 года переименован из корабельных мастеров в генерал-майоры флота. С 1811 по 1816 год Брюн де Сен-Катерин исполнял должность директора училища корабельной архитектуры. В 1814 году награждён орденом Святой Анны 1-й степени. После 1816 года Брюн де Сен-Катерин был начальником Второго отделения исполнительной экспедиции при Адмиралтейств-коллегии, в «Записках Государственного адмиралтейского департамента» опубликовал статьи на французском языке: «Замечания о доброте дерева» (1820), «Проект нового руля» (1823), «Мнение генерал-майора Брюн де С.-Катерин о проектированном судне с выдвижным килем» (1824). На протяжении свой 36-летней службы и жизни в России Брюн де Сен-Катерин так и не научиться писать и разговаривать на русском языке, к нему обращались только по-французски.
14 октября 1826 года награждён алмазными знаками к ордену Святой Анны 1-й степени. 6 января 1827 года именным указом императора Николая I генерал-майор Брюн С. Катерин был назначен первым инспектором Корпуса корабельных инженеров, который был основан в декабре 1826 года. В указе были определены его обязанности: «…быть Инспектором по искусственной части, как то: иметь наблюдение за прочностью строения и чистотою отделки судов, рассматривать проекты и чертежи по кораблестроительной части и наблюдать тоже, в сходствии ли с ними производятся практическия работы».
С апреля 1826 и по 1835 год Брюн де Сен-Катерин был почётным членом Адмиралтейского департамента, членом Адмиралтейской коллегии, с 7 сентября 1827 года — почётным членом Морского учёного комитета. 22 сентября 1829 года произведён в генерал-лейтенанты. Под его надзором было построено на Санкт-Петербургских верфях 11 кораблей, 4 фрегата и 2 транспорта. За каждое судно спущенное на воду он удостаивался высочайшего благоволения.
Умер Яков Яковлевич Брюн де Сен-Катерин 3 августа 1835 года в Санкт-Петербурге. Похоронен на Смоленском лютеранском кладбище.
После смерти Брюн де Сен-Катерина его большая коллекция моделей судов, корабельных пушек, маяков, бакенов, зрительных труб была передана в 1836 году в фонды Морского музея Санкт-Петербурга.

## Семья
Был женат дважды, в России женился вторым браком на Каролине Петровне Дювернуа (?—1860). В этом браке было две дочери. Старшая дочь Алина (1816—1898) стала женой кораблестроителя генерал-лейтенанта М. Н. Гринвальда, младшая дочь Аделаида (1820—1862) вышла замуж за Дмитрия Евграфовича Салтыкова (1819—1885) — действительного статского советника, брата писателя М. Е. Салтыкова-Щедрина.

## Награды
- Орден Святого Владимира 4-й степени (1807)[9];
- Орден Святой Анны 2-й степени (1808)[4];
- Орден Святой Анны 1-й степени (1814)[4][9];
- Алмазные знаки к ордену Святой Анны (1826)[4][9];
- Орден Святого Владимира 2-й степени (1830)[9].